# Mallochohelea aspera
Mallochohelea aspera är en tvåvingeart som beskrevs av Debenham 1974. Mallochohelea aspera ingår i släktet Mallochohelea och familjen svidknott. Inga underarter finns listade i Catalogue of Life.